# Rotterdam Noord
Rotterdam Noord vasútállomás Hollandiában, Rotterdamban.

## Vasútvonalak
Az állomást az alábbi vasútvonalak érintik:
- Utrecht–Rotterdam-vasútvonal

## Kapcsolódó állomások
A vasútállomáshoz az alábbi állomások vannak a legközelebb:
- Rotterdam Alexander vasútállomás (Utrecht Centraal, Utrecht–Rotterdam-vasútvonal, kelet)
- Rotterdam Centraal (Rotterdam Centraal, Utrecht–Rotterdam-vasútvonal, nyugat)